# Anoplohydrus aemulans
Anoplohydrus aemulans — вид змій родини полозових (Colubridae).

## Поширення
Вид є ендеміком індонезійського острова Суматра. Відомий тільки у типовому місцезнаходженні — районі Уджунгпаданг у провінції Північна Суматра.

## Опис
Вид відомий лише по єдиному екземплярі. Голотип Anoplohydrus aemulans це самець, завдовжки 430 мм.